# Сычёв, Владимир (фотограф)
Владимир Сычёв (фр. Vladimir Sichov; род. 23 октября 1945, Казань) — советско-французский фотограф.

## Биография
Родился в Казани в 1945 году. В 1964—1970 гг. учёба в Казанском авиационном институте, по окончании работал радиоинженером на Байконуре.
С 1965 года увлёкся уличной съёмкой.
После переезда в конце 1970-х годов в Москву, в 1972—1979 годах состоял в Профсоюзе художников — графиков на Малой Грузинской, 28, выполняя заказы для книг, журналов, оформляя обложки пластинок и т. д.
С середины 1960-х годов снимает портреты своих друзей художников-нонконформистов. В 1974—1979 году организовывал у себя на квартире однодневные выставки художников-нонконформистов, в том числе например художника Михаила Шемякина и многих других.
Эмигрировал во Францию в 1980 году, в Париже знакомится с Хельмутом Ньютоном, публикуется в журналах Лайф, Stern, Paris Match и в других изданиях.
В 1980—2010 гг. фотограф агентства Sipa Press.

## Выставки
- 1986 «Восток-Запад». Фото-фестиваль в Арле.
- 2009 «Летопись неофициального искусства» и «Повседневная советская жизнь 1970-х»Государственная Третьяковская галерея.
- 2009 «REPORTAGE. ФРАНЦИЯ. ВЛАДИМИР СЫЧЕВ». Галерея Фонда «Общество поощрения художеств» Москва. В рамках 3-й Московской биеннале современного искусства
- 2010 «Владимир Сычёв». Галерея «Русский Мир» в Париже: https://web.archive.org/web/20140714233831/http://www.galerierusskiymir.com/artistes-2/?lang=ru .

## Книги
- 1980 «Les russes vus par Vladimir Sichov» éditions Paris Match

## Книги с участием Владимира Сычёва
- 1981 «A day in the life of Australia», éd. Collins.
- 1985 «Iceland Crucible: A Modern Artistic Renaissance»
- 1986 «A day in the life of America», éd. Collins.